# Фонтана, Джанни
Джованни Анджело Фонтана (итал. Giovanni Angelo Fontana; род. 1 апреля 1944, Верона, Венеция) — итальянский государственный деятель.

## Биография
Джованни Анджело Фонтана родился 1 апреля 1944 года в Вероне, Италия. Окончил юридический факультет Университета Модены и Реджо-Эмилии. 
Впервые он был избран в Палату депутатов в 1972 году. Фонтана также неоднократно занимал пост заместителя министра общественных работ, транспорта и промышленности.
28 июня 1992 года он был назначен министром сельского и лесного хозяйства в первом правительстве Джулиано Амато, но ушёл в отставку 21 марта 1993 года, получив гарантийное уведомление за обращение с крадеными товарами и нарушение закона о финансировании партий.
30 марта 2012 года Национальный совет Христианско-демократической партии, созванный по инициативе Клелио Дариды, избрал Джованни Анджело Фонтану на должность национального секретаря партии. Он был утверждён в должности на съезде 10 и 11 ноября 2012 года. В 2018 году Фонтану на этом посту сменил Ренато Грасси.